# Obermuschütz
Obermuschütz ist ein Ortsteil der sächsischen Gemeinde Diera-Zehren im Landkreis Meißen. Er wurde am 1. November 1935 nach Zehren eingemeindet, mit dem der Ort am 1. Januar 1999 zur Gemeinde Diera-Zehren kam.

## Geographie

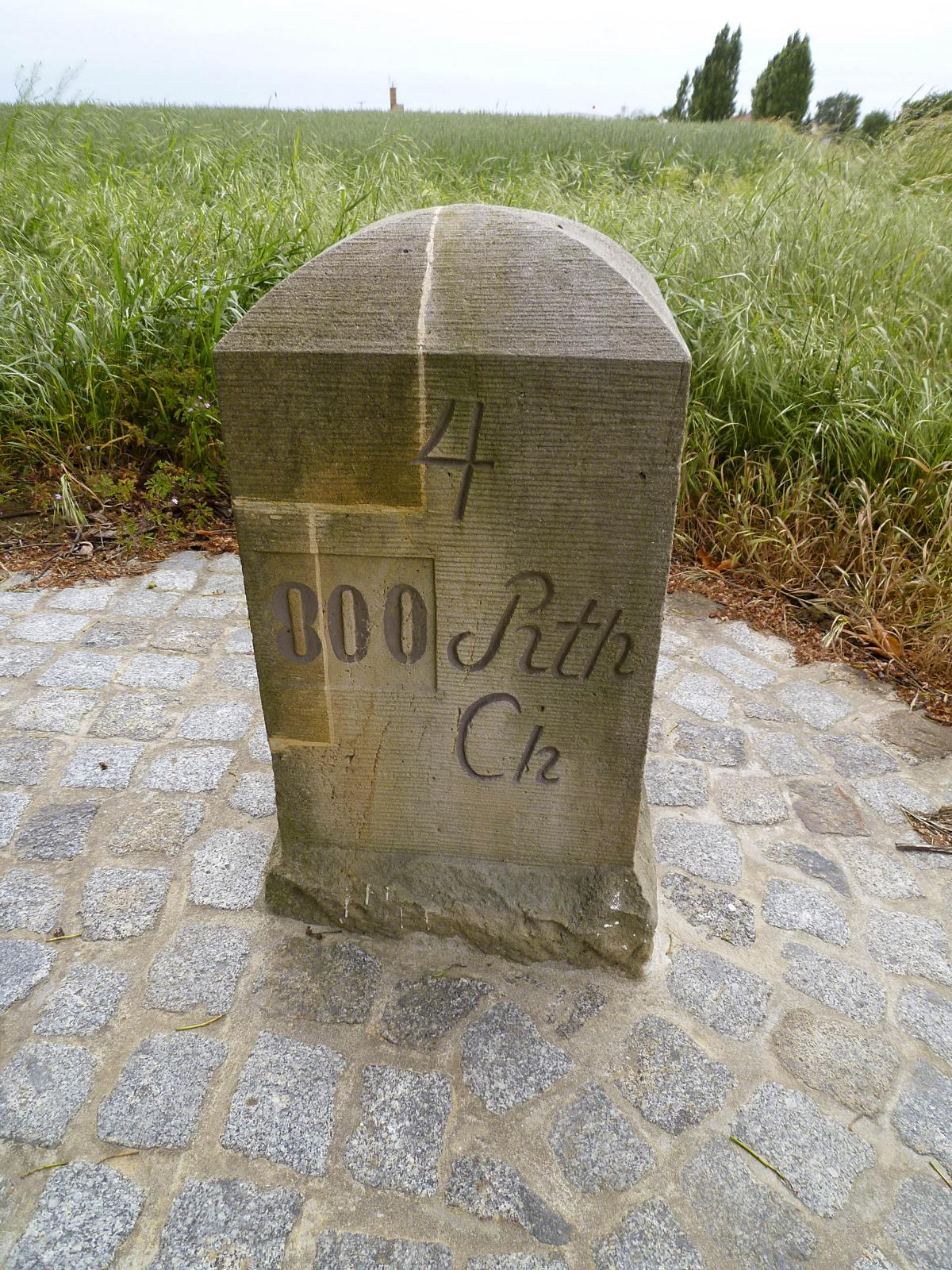
Kursächsischer Ruthenstein bei Obermuschütz

### Geographische Lage und Verkehr
Obermuschütz liegt in der Lommatzscher Pflege. Er befindet sich links der Elbe oberhalb eines Trockentales an der Bundesstraße 6, etwa drei Kilometer von Zehren entfernt.

### Nachbarorte
| Wölkisch   |                                             | Naundorf       |
| Zscheilitz | Kompassrose, die auf Nachbargemeinden zeigt | Niedermuschütz |
|            | Ickowitz                                    | Zehren         |

## Geschichte
Das Platzdorf auf gewannähnlicher Streifenflur Obermuschütz wurde 1334 erstmals als Muchsvicz superius erwähnt. Im zu dieser Zeit als Muchswicz inferius bezeichneten Nachbarort Niedermuschütz wurde bereits im Jahr 1180 ein Rodegerus de Moskewiz und ein Rittersitz erwähnt, dessen Inhaber ein Rodegerus de Moskewiz war. Die Grundherrschaft über Obermuschütz übte das Rittergut im wenige Kilometer entfernen Ort Schieritz aus.
Obermuschütz unterstand bis ins 19. Jahrhundert dem kursächsischen bzw. königlich-sächsischen Erbamt Meißen. Bei den im 19. Jahrhundert im Königreich Sachsen durchgeführten Verwaltungsreformen wurden die Ämter aufgelöst. Dadurch kam Obermuschütz im Jahr 1856 unter die Verwaltung des Gerichtsamts Meißen und 1875 an die neu gegründete Amtshauptmannschaft Meißen. Im Jahr 1900 betrug die Größe der Gemarkung 191 Hektar. Der Ort war nach Zehren gepfarrt und gehört heute zur dortigen Kirchgemeinde. Von 108 Einwohnern im Jahr 1925 waren 105 evangelisch-lutherisch und drei katholisch.
Am 1. November 1935 wurde Obermuschütz nach Zehren eingemeindet. Während des Zweiten Weltkrieges war der Ort durch seine strategisch günstige Lage in Kampfhandlungen verwickelt, in deren Ergebnis 16 Gebäude niederbrannten. Viele Einwohner wurden nach Riesa evakuiert. Durch die Kreisreform 1952 wurde Obermuschütz Teil des aus der Amtshauptmannschaft gebildeten Kreises Meißen, der sich in der Nachwendezeit mehrmals vergrößerte. Während der DDR-Zeit entstand in Obermuschütz eine große Rindermastanlage für bis zu 1680 Tiere.
Diera und Zehren schlossen sich zum 1. Januar 1999 zu Diera-Zehren zusammen, seitdem ist Obermuschütz ein Ortsteil dieser Gemeinde.

### Entwicklung der Einwohnerzahl
| Jahr | Einwohnerzahl                 |
| ---- | ----------------------------- |
| 1551 | 8 besessene Mann, 11 Inwohner |
| 1764 | 8 besessene Mann, 1 Gärtner   |
| 1834 | 105                           |
| 1871 | 103                           |
| 1890 | 113                           |
| 1910 | 98                            |
| 1925 | 108                           |
| 2011 | 49                            |
| 2019 | 56                            |